# Yuppies
Yuppies (česky někdy jupíci) je označení pro vrstvu, resp. subkulturu mladých lidí (typicky dvacátníků nebo třicátníků), kteří jsou bohatí nebo aspoň finančně zajištěni (mají nadprůměrně dobře placené zaměstnání, zpravidla v oblasti managementu), za svůj úspěch a bohatství se nestydí, a mají specifický životní styl – zjednodušeně lze říct, že jejich život je zaměřen na vydělávání peněz a jejich utrácení za luxusní zboží, které dávají na odiv svému okolí. K charakteristickým vlastnostem yuppies patří narcismus, dravost a konzumerismus.[zdroj?]
V českém prostředí tato společenská skupina z politických důvodů nevznikla, objevuje se až v 90. letech a zejména od počátku 21. století.

## Původ termínu
Termín byl vytvořen ze zkratky „YUP“ (young urban professional — „mladý městský profesionál“) a poprvé se objevil v USA v osmdesátých letech, kdy reaganovská éra přinesla zvýšení výkonnosti americké ekonomiky a mnoho mladých dostalo možnost vybudovat úspěšnou kariéru. Slovo v sobě obsahuje i odkaz na kulturu hippies, vůči níž se mladí lidé zaměření na úspěch vymezovali. Význam pojmu je více méně shodný s označením zlatá mládež.
Anglické označení yuppie flu („chřipka yuppies“) pro chronický únavový syndrom odkazuje na fakt, že vysoké pracovní nasazení u této skupiny vyvolává často různé psychosomatické potíže.

## Odraz v kultuře
Typickým dobovým zobrazením mentality yuppies je americký film Wall Street z roku 1987, tak se ukazuje i ve filmu Americké psycho z roku 2000, i když její děj se odehrává v roce 1989.